# جاسيك باك (لاعب كرة قدم)
جاسيك باك (بالبولندية: Jacek Bąk)‏ هو لاعب كرة قدم بولندي في مركز الهجوم، ولد في 7 يونيو 1962 في Roźwienica ‏ في بولندا. لعب مع لخ بوزنان وليخيا غدانسك وليغيا وارسو.